# UPT Sinunukan V
UPT Sinunukan V is een bestuurslaag in het regentschap Mandailing Natal van de provincie Noord-Sumatra, Indonesië. UPT Sinunukan V telt 330 inwoners (volkstelling 2010).